# うららかeasy
『うららかeasy』（うららかイージー）は、折笠富美子の3枚目のオリジナルアルバム。2007年12月21日にジェネオンエンタテインメントから発売された。

## 概要
前作『Flower』から2年3ヶ月ぶりのリリース。全11曲に7人もの作曲者を起用した、折笠自身初のセルフプロデュースによるアルバムである。キャッチコピーは「優しくできるように強さを持ちたい 見つける願い多いほど 私はまた生きている」。1曲目には、2ndシングル「Sweetie」のリミックスバージョンを収録している。

## 収録曲
1. Sweetie（うららかmix） [5:11]
作詞：折笠富美子、作曲：上野洋子、編曲：渡辺剛
  - テレビ東京系アニメ『アニマル横町』後期エンディングテーマ（アルバムミックスとして収録）

アルバムミックスとして収録
2. starting! [4:00]
作詞：折笠富美子、作曲・編曲：杉浦"ラフィン"誠一郎
3. SODA 1・2・3 [4:32]
作詞：折笠富美子、作曲・編曲：西岡和哉
4. 夕待ちの風 [4:53]
作詞：くまのきよみ、作曲・編曲：上野洋子
  - OVA『苺ましまろ』エンディングテーマ
5. おかっぱちゃん [4:47]
作詞：折笠富美子、作曲・編曲：渡辺剛
6. 心の輝き [5:03]
作詞・作曲：藤田恵美、編曲：杉浦"ラフィン"誠一郎
  - テレビ東京系アニメ『メイプルストーリー』エンディングテーマ
7. yuki-no-hi [5:15]
作詞：折笠富美子、作曲・編曲：今井千尋
8. あなたでなければ [5:00]
作詞：折笠富美子、作曲・編曲：杉浦"ラフィン"誠一郎
9. テキスタイルPOP [4:58]
作詞：折笠富美子、作曲・編曲：大久保薫
10. brooch [2:54]
手紙：折笠富美子、作曲・編曲：上野洋子
11. ボクノリズム [5:00]
作詞：折笠富美子、作曲・編曲：杉浦"ラフィン"誠一郎
  - テレビ東京系アニメ『メイプルストーリー』最終回エンディングテーマ